# Джан Ку
«Джан Ку» — российская рок-группа. Основана в 1991 году в Санкт-Петербурге. «Джан Ку» совместно с петербургскими группами Tequilajazzz, Кирпичи и Military Jane стояли у истоков понятия альтернативный рок в России. Один из первых коллективов, который в 1990-х начал играть русскоязычный гранж, а в 2000-х — русскоязычный трип-хоп. Группа позиционирует себя как некоммерческая, при этом число слушателей «Джан Ку» на Last.Fm превышает 13 тысяч человек[значимость факта?].

## История группы
Группа «Джан Ку» образована летом 1991 года в Санкт-Петербурге гитаристом Дмитрием Ивановым и вокалисткой Ксенией Ермаковой — дочерью петербургского востоковеда, синолога Михаила Евгеньевича Ермакова. Названа по легенде о речном духе из староанглийского фольклора графства Девон. Возможные наименования — Джан ку, Джанку, Jancoo, Jan Coo.
Стилистически музыканты ориентировались на многих предшественников: от классики типа Билли Холидей и King Crimson до современной на тот момент электронной музыки. Весной 1994 года к группе присоединились барабанщик Сергей Жилкин и бас-гитарист Лев Савранский — внук поэтессы Полины Кагановой. Дебют «Джан Ку» состоялся осенью 1994 года в клубе «Ten».
В ноябре 1994 года группа участвовала в записи диска Новая Волна Питерского Рока (НВПР), весной 1995 года приняла участие в фестивалях «Ковчег XXI век» и женского вокала. Летом группа участвует в уличной акции «Рок за экологию», а с осени начинает активную концертную деятельность в клубе «Полигон».
В ноябре 1995 года коллектив принимает участие в фестивале НВПР в ДС «Юбилейный». В декабре группа принимает участие в записи сборника петербургской студии «Европа плюс» и получает приглашение от фирмы Feelee на участие в проекте «Учитесь плавать».
В мае 1996 года «Джан Ку» подписывает контракт на выпуск дебютного альбома с «Театром-студией ДДТ». Альбом, названный «Лабиринт», вышел в свет летом 1996 года. В записи альбома принял участие Евгений Лёвин, ставший впоследствии гитаристом группы «Алиса». «Редкий случай, когда множество отрицательных частиц сообщает положительные эмоции. Только ленивый не пристрастится к наркотику «Джан Ку» в их Лабиринте» — из рецензии на альбом в журнале Fuzz.
23 июня группа выступила на фестивале «Наполним небо добротой», устроенный Театром ДДТ на стадионе «Петровский», где была представлена публике Александром Ф. Скляром. В канун 1997 года группа получает приз за лучший вокал среди рок-групп города, ежегодно вручаемый в клубе «Ten».
К лету 1998 года была закончена работа над вторым альбомом, названным просто «Jan Coo». Из-за экономического кризиса он был издан только весной 1999 года фирмой грамзаписи Feelee. Альбом был записан на четырёх петербургских студиях, ещё две песни — на портастудии дома участниками группы.
В октябре 2000 года переиздан на CD альбом «Лабиринт», ранее выходивший на кассетах. 15 декабря 2000 года фирма Manchester Files выпустила третий альбом группы — «Свобода». В него вошла песня «Плебей» по тексту Артура Шопенгауэра, был снят видеоклип на неё. В том же году Ксения Ермакова приняла участие в записи совместного альбома Кинчева и Рикошета — «Геополитика».
Летом 2001 года песня «Зажигай» звучала на Наше радио и группа выступила на крупнейшем российском фестивале Нашествие.
В конце 2002 года к юбилею фирмы Feelee переиздан альбом «Jan Coo» с бонусом и улучшенным звуком на CD.
Осенью 2003 года на новом независимом лейбле Индиго выходит новый, четвёртый альбом группы — «Последняя капля». Он полностью записан на студии Dizzy Projects, содержит 9 новых песен и 2 ранее уже известные публике: песня из фильма «Человек-Амфибия» и «Высоко», по различным причинам не вошедшие в предыдущий альбом.
Композиция «Шторм» вошла в компиляцию «Noir: Smooth Female Trip Hop», подготовленную DJ Ferret для Dancing Ferret Discs (США), причём «Джан Ку» — единственная группа из Европы, приглашённая для этого проекта.
В апреле 2004 года московская фирма «Никитин» издала альбом «Джан Ку — Ремиксы». Его идея возникла у музыкантов группы ещё в процессе работы над третьим альбомом — «Свобода» (2000). У каждой из песен на нём был свой электронный двойник — не вполне ремикс, а скорее другая версия с преобладанием электроники над живыми инструментами, часто с другой мелодией и текстом. Планировалось составить из них вторую версию альбома — Re:Свобода. Во время записи следующего альбома — «Последняя капля» — ситуация повторилась. Альбом вновь создавался как «живой с элементами электроники», а параллельно участники группы и сторонние музыканты, откликнувшиеся на предложение участвовать в создании переработок, создали несколько версий песен с него.
Альбом «Молекулы мистики», работа над которым длилась 2 года, вышел 8 августа 2007 года на крупнейшем российском лейбле «Мистерия звука». Аранжировки альбома — смесь из трип-хопа, психоделического IDM, nu-metal и акустики. В записи вокала приняли участие сессионные музыканты: Дмитрий Порубов из группы «Психея» спел песню «Птица», пару песен исполнил Никита Алексеев из группы «Никель».
В 2009 году завершена работа над этническим проектом «…кому за 300» (не издан).
2010 год — вместо Льва Савранского, фактически покинувшего коллектив в 2007 году, место бас-гитариста занимает Игорь «Кита» Статных (Pro24, экс-«Психея»).
Восьмой альбом группы «Гранж» вышел в 2011 году, альбом «Синергия» — в 2015-м. В альбоме «Гранж» отразился мировоззренческий поворот музыкантов «Джан Ку» к православию. Так, песня «Иной мир» — дань греческому христианству (восточное инструментальное вступление и припев «Господи, помилуй» на греческом). «Сербия. Лань» — апелляция к сербским святым Николаю Велимировичу и Иустину Поповичу, из высказываний которых частично составлен текст песни.
Летом 2019 года вышел  EP «Дух и душа», состоящий из 4 новых песен. Вместе с EP  «Синергия» они составляют новый полноформатный диск группы — «Великая же и неисследованная, славная же и ужасная»
Этот альбом и альбом «Гранж» изданы тиражом 10 штук на CD-R.

## Состав
- Ермакова, Ксения Михайловна — вокал, флейта, тромбон
- Дмитрий d# Иванов — гитара
- Жилкин, Сергей Николаевич — ударные

Бывшие участники:
- Савранский, Лев Феликсович — бас (1994—1997, 1998—2007)
- Игорь «Кита» Статных — бас (2008—2011)
- Оник Вартанов — бас (1997—1998)

## Дискография
Альбомы:
- 1996 — Лабиринт
- 1999 — Jan Coo
- 2000 — Свобода
- 2003 — Последняя капля
- 2004 — Remixes
- 2005 — Эзотерика
- 2007 — Молекулы мистики
- 2011 — Гранж
- 2019 — Великая же и неисследованная, славная же и ужасная

Миниальбомы и синглы:
- 2013 — Нечто (сингл)
- 2014 — Сова (сингл)
- 2015 — Синергия (EP)
- 2015 — Не угасай (сингл)
- 2018 — Мой дух умеет парить (сингл)
- 2019 — Дух и душа (EP)
- 2020 — На Jезеру (сингл)
- 2021 — Осенение длится (сингл)
- 2023 — Псалом Ч (сингл)

Бутлеги:
- 1995 — TaMtAm (live)
- 2005 — Acoustic (24.11.2005)
- 2005 — Мир Приключений (live) — акустика
- 2005 — Молоко (live)
- 2005 — EzO — проект КомуЗаТриста

DVD:
- 2006 — Между небом и собою[11]